# باول ماثر
باول ماثر هو كاتب سيناريو كندي، ولد في 31 أغسطس 1969 في إدمونتون في كندا.

## روابط خارجية
- باول ماثر على موقع IMDb (الإنجليزية)
- باول ماثر على موقع قاعدة بيانات الفيلم (الإنجليزية)